# Satikhel
Satikhel (nep. सतिखेल) – gaun wikas samiti w środkowej części Nepalu w strefie Bagmati w dystrykcie Katmandu. Według nepalskiego spisu powszechnego z 2001 roku liczył on 958 gospodarstw domowych i 4328 mieszkańców (2164 kobiet i 2164 mężczyzn).